# فاديم زوك
فاديم زوك (بالأوكرانية: Жук Вадим Вадимович)‏ هو لاعب كرة قدم أوكراني في مركز الدفاع، ولد في 15 أبريل 1991 في جمهورية أوكرانيا الاشتراكية السوفيتية في الاتحاد السوفيتي. لعب مع ديسنا تشرنيغوف وسبارتاك سوبتيتسا.

## وصلات خارجية
- فاديم زوك على موقع اتحاد أوكرانيا (الإنجليزية)
- فاديم زوك على موقع قاعدة بيانات كرة القدم.إي يو (الإنجليزية)
- فاديم زوك على موقع Soccerway.com (الإنجليزية)